# Coppa Davis 2024 Zona Europa Gruppo III
La Zona Europa del Gruppo Mondiale III è il terzo livello della Coppa Davis 2024.

## Nazioni partecipanti
Tra parentesi la posizione occupata nella classifica a squadre di Coppa Davis il 18 marzo 2024.
- Azerbaigian
- Cipro
- Kosovo
- Moldavia

- Montenegro
- Macedonia del Nord
- Slovenia

## Risultati
Data: 19-22 giugno 2024
Luogo: Tennis Cluba Bellevue, Dulcigno, Montenegro
Superficie: Terra rossa
Le nazioni sono divise in due gironi da tre (gruppo A) e quattro (gruppo B) squadre:
- Le due prime classificate dei gironi e la squadra vincitrice del play-off tra le due seconde classificate vengono promosse ai play-off del Gruppo Mondiale II 2025.
- La squadra classificatasi al quarto posto del gruppo B e la squadra perdente del play-off tra le due terze classificate saranno retrocesse nella Gruppo IV Zona Europa 2025.

### Teste di serie
| Pot | Nazione            | Rank1 | tds |
| --- | ------------------ | ----- | --- |
| 1   | Slovenia           | 64    | 1   |
| 1   | Cipro              | 73    | 2   |
| 2   | Moldavia           | 81    | 3   |
| 2   | Macedonia del Nord | 87    | 4   |
| 3   | Montenegro         | 93    | 5   |
| 3   | Azerbaigian        | 94    | 6   |
| 4   | Kosovo             | 96    | 7   |

- 1Ranking al 18 marzo 2024

### Round Robin

#### Gruppo A
|   |                    | Montenegro | Slovenia | Macedonia del Nord | RR V-P    | Match V-P    | Set V-P      | Classifica |
| 5 | Montenegro         |            | 1-2      | 3-0                | 1-1 (50%) | 4-2 (66.67%) | 8-6 (57.14%) | 1          |
| 1 | Slovenia           | 2-1        |          | 1-2                | 1-1 (50%) | 3-3 (50%)    | 7-6 (53.85%) | 2          |
| 4 | Macedonia del Nord | 0-3        | 2-1      |                    | 1-1 (50%) | 2-4 (33.33%) | 5-8 (38.46%) | 3          |

#### Gruppo B
|   |             | Cipro | Moldavia | Kosovo | Azerbaigian | RR V-P       | Match V-P    | Set V-P | Classifica |
| 2 | Cipro       |       | 2-1      | 3-0    | 3-0         | 3-0 (100%)   | 8-1 (88.89%) | – (%)   | 1          |
| 3 | Moldavia    | 1-2   |          | 3-0    | 3-0         | 2-1 (66.67%) | 7-2 (77.78%) | – (%)   | 2          |
| 7 | Kosovo      | 0-3   | 0-3      |        | 2-1         | 1-2 (33.33%) | 2-7 (22.22%) | – (%)   | 3          |
| 6 | Azerbaigian | 0-3   | 0-3      | 1-2    |             | 0-3 (0%)     | 1-8 (11.11%) | – (%)   | 4          |

### Play-off
|                        | Squadra 1          | Punteggio | Squadra 2 |
| ---------------------- | ------------------ | --------- | --------- |
| Play-off               | Montenegro         | 1-2       | Cipro     |
| Play-off promozione    | Slovenia           | 2-1       | Moldavia  |
| Play-off retrocessione | Macedonia del Nord | 2-0       | Kosovo    |

### Classifica finale
| Pos | Squadra            |
| --- | ------------------ |
| 1.  | Cipro              |
| 2.  | Montenegro         |
| 3.  | Slovenia           |
| 4.  | Moldavia           |
| 5.  | Macedonia del Nord |
| 6.  | Kosovo             |
| 7.  | Azerbaigian        |

- Cipro,  Montenegro e  Slovenia qualificate per i playoff del Coppa Davis 2025 - Gruppo Mondiale II.
- Kosovo e  Azerbaigian retrocesse al Gruppo IV Zona Europa.

## Round Robin

### Gruppo A

#### Macedonia del Nord vs. Montenegro
| Macedonia del Nord 0 | Tennis Cluba Bellevue, Dulcigno, Montenegro 19 giugno 2024 Terra rossa | Tennis Cluba Bellevue, Dulcigno, Montenegro 19 giugno 2024 Terra rossa | Montenegro 3 |     |     |  |
| \| \| \| \| 1 \| 2 \| 3 \| \| \| - \| \| ------------------------------------------------------------------ \| --- \| --- \| --- \| \| \| 1 \| \| Berk Bugarikj Petar Jovanovic \| 2 6 \| 5 7 \| \| \| \| 2 \| \| Shendrit Deari Rrezart Cungu \| 1 6 \| 3 6 \| \| \| \| 3 \| \| Dimitar Grabul / Amar Huseinovic Simon Knezevic / Matija Samardzic \| 6 2 \| 1 6 \| 5 7 \| \| |                                                                        |                                                                        |              |     |     |  |
| |                                                                        |                                                                        | 1            | 2   | 3   |  |
| 1 | Macedonia del Nord (bandiera) · Montenegro (bandiera)                  | Berk Bugarikj Petar Jovanovic                                          | 2 6          | 5 7 |     |  |
| 2 | Macedonia del Nord (bandiera) · Montenegro (bandiera)                  | Shendrit Deari Rrezart Cungu                                           | 1 6          | 3 6 |     |  |
| 3 | Macedonia del Nord (bandiera) · Montenegro (bandiera)                  | Dimitar Grabul / Amar Huseinovic Simon Knezevic / Matija Samardzic     | 6 2          | 1 6 | 5 7 |  |

#### Slovenia vs. Macedonia del Nord
| Slovenia 1 | Tennis Cluba Bellevue, Dulcigno, Montenegro 20 giugno 2024 Terra rossa | Tennis Cluba Bellevue, Dulcigno, Montenegro 20 giugno 2024 Terra rossa | Macedonia del Nord 2 |      |   |  |
| \| \| \| \| 1 \| 2 \| 3 \| \| \| - \| \| -------------------------------------------------------------- \| --- \| ---- \| - \| \| \| 1 \| \| Matic Kriznik Berk Bugarikj \| 3 6 \| 3 6 \| \| \| \| 2 \| \| Bor Artnak Shendrit Deari \| 6 4 \| 7 65 \| \| \| \| 3 \| \| Bor Artnak / Sebastian Dominko Berk Bugarikj / Amar Huseinovic \| 0 1 \| rit \| \| \| |                                                                        |                                                                        |                      |      |   |  |
| |                                                                        |                                                                        | 1                    | 2    | 3 |  |
| 1 | Slovenia (bandiera) · Macedonia del Nord (bandiera)                    | Matic Kriznik Berk Bugarikj                                            | 3 6                  | 3 6  |   |  |
| 2 | Slovenia (bandiera) · Macedonia del Nord (bandiera)                    | Bor Artnak Shendrit Deari                                              | 6 4                  | 7 65 |   |  |
| 3 | Slovenia (bandiera) · Macedonia del Nord (bandiera)                    | Bor Artnak / Sebastian Dominko Berk Bugarikj / Amar Huseinovic         | 0 1                  | rit  |   |  |

#### Slovenia vs. Montenegro
| Slovenia 2 | Tennis Cluba Bellevue, Dulcigno, Montenegro 21 giugno 2024 Terra rossa | Tennis Cluba Bellevue, Dulcigno, Montenegro 21 giugno 2024 Terra rossa | Montenegro 1 |      |     |  |
| \| \| \| \| 1 \| 2 \| 3 \| \| \| - \| \| ----------------------------------------------------------------- \| --- \| ---- \| --- \| \| \| 1 \| \| Sebastian Dominko Petar Jovanovic \| 6 2 \| 3 6 \| 4 6 \| \| \| 2 \| \| Bor Artnak Rrezart Cungu \| 6 2 \| 6 3 \| \| \| \| 3 \| \| Sebastian Dominko / Jan Kupcic Petar Jovanovic / Matija Samardzic \| 6 2 \| 7 62 \| \| \| |                                                                        |                                                                        |              |      |     |  |
| |                                                                        |                                                                        | 1            | 2    | 3   |  |
| 1 | Slovenia (bandiera) · Montenegro (bandiera)                            | Sebastian Dominko Petar Jovanovic                                      | 6 2          | 3 6  | 4 6 |  |
| 2 | Slovenia (bandiera) · Montenegro (bandiera)                            | Bor Artnak Rrezart Cungu                                               | 6 2          | 6 3  |     |  |
| 3 | Slovenia (bandiera) · Montenegro (bandiera)                            | Sebastian Dominko / Jan Kupcic Petar Jovanovic / Matija Samardzic      | 6 2          | 7 62 |     |  |

### Gruppo B

#### Cipro vs. Azerbaigian
| Cipro 3 | Tennis Cluba Bellevue, Dulcigno, Montenegro 19 giugno 2024 Terra rossa | Tennis Cluba Bellevue, Dulcigno, Montenegro 19 giugno 2024 Terra rossa | Azerbaigian 0 |     |   |  |
| \| \| \| \| 1 \| 2 \| 3 \| \| \| - \| \| ------------------------------------------------------------------- \| --- \| --- \| - \| \| \| 1 \| \| Stylianos Christodoulou Safar Rasulov \| 6 4 \| 6 2 \| \| \| \| 2 \| \| Menelaos Efstathiou Tamerlan Azizov \| 6 3 \| 6 1 \| \| \| \| 3 \| \| Sergis Kyratzis / Eleftherios Neos Tamerlan Azizov / Haktan Garayev \| 6 1 \| 6 1 \| \| \| |                                                                        |                                                                        |               |     |   |  |
| |                                                                        |                                                                        | 1             | 2   | 3 |  |
| 1 | Cipro (bandiera) · Azerbaigian (bandiera)                              | Stylianos Christodoulou Safar Rasulov                                  | 6 4           | 6 2 |   |  |
| 2 | Cipro (bandiera) · Azerbaigian (bandiera)                              | Menelaos Efstathiou Tamerlan Azizov                                    | 6 3           | 6 1 |   |  |
| 3 | Cipro (bandiera) · Azerbaigian (bandiera)                              | Sergis Kyratzis / Eleftherios Neos Tamerlan Azizov / Haktan Garayev    | 6 1           | 6 1 |   |  |

#### Moldavia vs. Kosovo
| Moldavia 3 | Tennis Cluba Bellevue, Dulcigno, Montenegro 19 giugno 2024 Terra rossa | Tennis Cluba Bellevue, Dulcigno, Montenegro 19 giugno 2024 Terra rossa | Kosovo 0 |     |   |  |
| \| \| \| \| 1 \| 2 \| 3 \| \| \| - \| \| -------------------------------------------------------- \| --- \| --- \| - \| \| \| 1 \| \| Andrei Gorban Mal Agushi \| 6 1 \| 6 2 \| \| \| \| 2 \| \| Ilya Snitari Vullnet Tashi \| 7 5 \| 6 3 \| \| \| \| 3 \| \| Ilie Cazac / Andrei Ciumac Jasin Jakupi / Florent Limani \| 6 4 \| 6 4 \| \| \| |                                                                        |                                                                        |          |     |   |  |
| |                                                                        |                                                                        | 1        | 2   | 3 |  |
| 1 | Moldavia (bandiera) · Kosovo (bandiera)                                | Andrei Gorban Mal Agushi                                               | 6 1      | 6 2 |   |  |
| 2 | Moldavia (bandiera) · Kosovo (bandiera)                                | Ilya Snitari Vullnet Tashi                                             | 7 5      | 6 3 |   |  |
| 3 | Moldavia (bandiera) · Kosovo (bandiera)                                | Ilie Cazac / Andrei Ciumac Jasin Jakupi / Florent Limani               | 6 4      | 6 4 |   |  |

#### Cipro vs. Kosovo
| Cipro 3 | Tennis Cluba Bellevue, Dulcigno, Montenegro 20 giugno 2024 Terra rossa | Tennis Cluba Bellevue, Dulcigno, Montenegro 20 giugno 2024 Terra rossa | Kosovo 0 |     |   |  |
| \| \| \| \| 1 \| 2 \| 3 \| \| \| - \| \| -------------------------------------------------------------- \| --- \| --- \| - \| \| \| 1 \| \| Stylianos Christodoulou Vullnet Tashi \| 7 5 \| 6 2 \| \| \| \| 2 \| \| Menelaos Efstathiou Jasin Jakupi \| 6 3 \| 6 0 \| \| \| \| 3 \| \| Sergis Kyratzis / Eleftherios Neos Mal Agushi / Florent Limani \| 6 0 \| 6 0 \| \| \| |                                                                        |                                                                        |          |     |   |  |
| |                                                                        |                                                                        | 1        | 2   | 3 |  |
| 1 | Cipro (bandiera) · Kosovo (bandiera)                                   | Stylianos Christodoulou Vullnet Tashi                                  | 7 5      | 6 2 |   |  |
| 2 | Cipro (bandiera) · Kosovo (bandiera)                                   | Menelaos Efstathiou Jasin Jakupi                                       | 6 3      | 6 0 |   |  |
| 3 | Cipro (bandiera) · Kosovo (bandiera)                                   | Sergis Kyratzis / Eleftherios Neos Mal Agushi / Florent Limani         | 6 0      | 6 0 |   |  |

#### Moldavia  vs. Azerbaigian
| Moldavia 3 | Tennis Cluba Bellevue, Dulcigno, Montenegro 19giugno 2024 Terra rossa | Tennis Cluba Bellevue, Dulcigno, Montenegro 19giugno 2024 Terra rossa | Azerbaigian 0 |     |     |  |
| \| \| \| \| 1 \| 2 \| 3 \| \| \| - \| \| ----------------------------------------------------------- \| --- \| --- \| --- \| \| \| 1 \| \| Andrei Gorban Haktan Garayev \| 4 6 \| 6 2 \| 6 0 \| \| \| 2 \| \| Ilya Snitari Tamerlan Azizov \| 6 0 \| 6 1 \| \| \| \| 3 \| \| Ilie Cazac / Andrei Ciumac Tamerlan Azizov / Haktan Garayev \| 7 6 \| 2 1 \| rit \| \| |                                                                       |                                                                       |               |     |     |  |
| |                                                                       |                                                                       | 1             | 2   | 3   |  |
| 1 | Moldavia (bandiera) · Azerbaigian (bandiera)                          | Andrei Gorban Haktan Garayev                                          | 4 6           | 6 2 | 6 0 |  |
| 2 | Moldavia (bandiera) · Azerbaigian (bandiera)                          | Ilya Snitari Tamerlan Azizov                                          | 6 0           | 6 1 |     |  |
| 3 | Moldavia (bandiera) · Azerbaigian (bandiera)                          | Ilie Cazac / Andrei Ciumac Tamerlan Azizov / Haktan Garayev           | 7 6           | 2 1 | rit |  |

#### Cipro vs. Moldavia
| Cipro 2 | Tennis Cluba Bellevue, Dulcigno, Montenegro 19giugno 2024 Terra rossa | Tennis Cluba Bellevue, Dulcigno, Montenegro 19giugno 2024 Terra rossa | Moldavia 1 |     |     |  |
| \| \| \| \| 1 \| 2 \| 3 \| \| \| - \| \| --------------------------------------------------------------- \| --- \| --- \| --- \| \| \| 1 \| \| Stylianos Christodoulou Andrei Gorban \| 4 6 \| 6 0 \| 6 2 \| \| \| 2 \| \| Menelaos Efstathiou Ilya Snitari \| 3 6 \| 5 7 \| \| \| \| 3 \| \| Sergis Kyratzis / Eleftherios Neos Andrei Ciumac / Ilya Snitari \| 2 6 \| 6 3 \| 6 3 \| \| |                                                                       |                                                                       |            |     |     |  |
| |                                                                       |                                                                       | 1          | 2   | 3   |  |
| 1 | Cipro (bandiera) · Moldavia (bandiera)                                | Stylianos Christodoulou Andrei Gorban                                 | 4 6        | 6 0 | 6 2 |  |
| 2 | Cipro (bandiera) · Moldavia (bandiera)                                | Menelaos Efstathiou Ilya Snitari                                      | 3 6        | 5 7 |     |  |
| 3 | Cipro (bandiera) · Moldavia (bandiera)                                | Sergis Kyratzis / Eleftherios Neos Andrei Ciumac / Ilya Snitari       | 2 6        | 6 3 | 6 3 |  |

#### Azerbaigian vs. Kosovo
| Azerbaigian 1 | Tennis Cluba Bellevue, Dulcigno, Montenegro 19giugno 2024 Terra rossa | Tennis Cluba Bellevue, Dulcigno, Montenegro 19giugno 2024 Terra rossa | Kosovo 2 |     |     |  |
| \| \| \| \| 1 \| 2 \| 3 \| \| \| - \| \| --------------------------------------------------------------- \| --- \| --- \| --- \| \| \| 1 \| \| Safar Rasulov Vullnet Tashi \| 0 2 \| rit \| \| \| \| 2 \| \| Tamerlan Azizov Jasin Jakupi \| 6 2 \| 4 6 \| 6 2 \| \| \| 3 \| \| Tamerlan Azizov / Haktan Garayev Florent Limani / Vullnet Tashi \| 0 6 \| 6 4 \| 3 6 \| \| |                                                                       |                                                                       |          |     |     |  |
| |                                                                       |                                                                       | 1        | 2   | 3   |  |
| 1 | Azerbaigian (bandiera) · Kosovo (bandiera)                            | Safar Rasulov Vullnet Tashi                                           | 0 2      | rit |     |  |
| 2 | Azerbaigian (bandiera) · Kosovo (bandiera)                            | Tamerlan Azizov Jasin Jakupi                                          | 6 2      | 4 6 | 6 2 |  |
| 3 | Azerbaigian (bandiera) · Kosovo (bandiera)                            | Tamerlan Azizov / Haktan Garayev Florent Limani / Vullnet Tashi       | 0 6      | 6 4 | 3 6 |  |

## Play-off

### Play-off

#### Montenegro vs. Cipro
| Montenegro 1 | Tennis Cluba Bellevue, Dulcigno, Montenegro 22 giugno 2024 Cemento | Tennis Cluba Bellevue, Dulcigno, Montenegro 22 giugno 2024 Cemento   | Cipro 2 |      |   |  |
| \| \| \| \| 1 \| 2 \| 3 \| \| \| - \| \| -------------------------------------------------------------------- \| --- \| ---- \| - \| \| \| 1 \| \| Matija Samardzic Nicholas Campbell \| 2 6 \| 1 6 \| \| \| \| 2 \| \| Petar Jovanovic Menelaos Efstathiou \| 6 3 \| 6 3 \| \| \| \| 3 \| \| Sergis Kyratzis / Eleftherios Neos Simon Knezevic / Matija Samardzic \| 4 6 \| 63 7 \| \| \| |                                                                    |                                                                      |         |      |   |  |
| |                                                                    |                                                                      | 1       | 2    | 3 |  |
| 1 | Montenegro (bandiera) · Cipro (bandiera)                           | Matija Samardzic Nicholas Campbell                                   | 2 6     | 1 6  |   |  |
| 2 | Montenegro (bandiera) · Cipro (bandiera)                           | Petar Jovanovic Menelaos Efstathiou                                  | 6 3     | 6 3  |   |  |
| 3 | Montenegro (bandiera) · Cipro (bandiera)                           | Sergis Kyratzis / Eleftherios Neos Simon Knezevic / Matija Samardzic | 4 6     | 63 7 |   |  |

### Play-off promozione

#### Slovenia vs. Moldavia
| Slovenia 2 | Tennis Cluba Bellevue, Dulcigno, Montenegro 22 giugno 2024 Cemento | Tennis Cluba Bellevue, Dulcigno, Montenegro 22 giugno 2024 Cemento | Moldavia 1 |     |      |  |
| \| \| \| \| 1 \| 2 \| 3 \| \| \| - \| \| ----------------------------------------------------------- \| --- \| --- \| ---- \| \| \| 1 \| \| Sebastian Dominko Andrei Gorban \| 6 2 \| 6 3 \| \| \| \| 2 \| \| Bor Artnak Ilya Snitari \| 4 6 \| 6 0 \| 64 7 \| \| \| 3 \| \| Sebastian Dominko / Jan Kupcic Andrei Ciumac / Ilya Snitari \| 6 3 \| 6 3 \| \| \| |                                                                    |                                                                    |            |     |      |  |
| |                                                                    |                                                                    | 1          | 2   | 3    |  |
| 1 | Slovenia (bandiera) · Moldavia (bandiera)                          | Sebastian Dominko Andrei Gorban                                    | 6 2        | 6 3 |      |  |
| 2 | Slovenia (bandiera) · Moldavia (bandiera)                          | Bor Artnak Ilya Snitari                                            | 4 6        | 6 0 | 64 7 |  |
| 3 | Slovenia (bandiera) · Moldavia (bandiera)                          | Sebastian Dominko / Jan Kupcic Andrei Ciumac / Ilya Snitari        | 6 3        | 6 3 |      |  |

### Play-off retrocessione

#### Macedonia del Nord vs. Kosovo
| Macedonia del Nord 2 | Tennis Cluba Bellevue, Dulcigno, Montenegro 22 giugno 2024 Cemento | Tennis Cluba Bellevue, Dulcigno, Montenegro 22 giugno 2024 Cemento | Kosovo 0 |     |     |             |
| \| \| \| \| 1 \| 2 \| 3 \| \| \| - \| \| -------------------------------------------------------------- \| --- \| --- \| --- \| ----------- \| \| 1 \| \| Berk Bugarikj Mal Agushi \| 6 2 \| 6 1 \| \| \| \| 2 \| \| Shendrit Deari Jasin Jakupi \| 6 4 \| 1 6 \| 6 3 \| \| \| 3 \| \| Berk Bugarikj / Amar Huseinovic Florent Limani / Vullnet Tashi \| \| \| \| non giocato \| |                                                                    |                                                                    |          |     |     |             |
| |                                                                    |                                                                    | 1        | 2   | 3   |             |
| 1 | Macedonia del Nord (bandiera) · Kosovo (bandiera)                  | Berk Bugarikj Mal Agushi                                           | 6 2      | 6 1 |     |             |
| 2 | Macedonia del Nord (bandiera) · Kosovo (bandiera)                  | Shendrit Deari Jasin Jakupi                                        | 6 4      | 1 6 | 6 3 |             |
| 3 | Macedonia del Nord (bandiera) · Kosovo (bandiera)                  | Berk Bugarikj / Amar Huseinovic Florent Limani / Vullnet Tashi     |          |     |     | non giocato |